# Regió Àfar
Àfar és una de les nou kililoch (regions ètniques) d'Etiòpia, a la zona desèrtica del nord fronterera amb Eritrea.

## Població
Les principals ètnies del territori són els àfars (91,8%), amhares (4,5%), rgobbes (0,92%), tigrinyes (0,82%), oromos (0,7%), wolaites (0,45%), i hadiyes (0,013%). A diferència de les altres regions etíops, el 96% de la població és musulmana, el 3,86% són cristians ortodoxos, el 0,43% protestants i alguns catòlics.
Les llengües més parlades són l'àfar (90,8%) oficial a la regió, però també es parla amhàric (6,68%), tigrinya (0,74%), oromo (0,68%), argobba (0,4%) i wolaitigna (0,26%).

## Història moderna
Després de l'annexió d'Eritrea a Etiòpia el 1961 es va formar un nou govern general a l'imperi, i els àfars, que ja estaven dividits entre quatre governs regionals, van quedar dividits en cinc (a més de la Somàlia Francesa). Llavors 50 caps tribals àfars reunits a la conferència de Ti'o van comissionar al xeic Yasin Mohamoda per demanar a l'emperador la creació d'un govern general únic i autònom per a tots els territoris àfars sota el seu domini, però després de quatre anys els resultats foren nuls.
Aquesta fou la causa per la que es va crear a Addis Abeba l'Associació d'Estudiants Àfars ASA (incloent-hi també els de la Costa Francesa dels Somalis). El 2 de novembre de 1972, quan l'ASA estava ja en descomposició, estudiants àfars a Egipte van formar la Afar Koborih Angoyya (AKA) que s'ha traduït com Moviment de Mobilització dels Àfars o com Moviment pel Reagrupament dels Àfars. El sulta d'Awsa va refusar integrar-se al grup però finalment ho va fer el 1974 en plena revolució comunista, delegant en el seu fill Hanfare Ali Mirah. En una conferència a Berlín l'agost de 1974 el grups tradicionalista del sulta i l'AKA es van unir sota la presidència d'Hanfare Ali Mirah.
Per la seva part el Derg es va acostar a les autoritats tradicionals àfars el maig del 1975 i els caps revolucionaris (Teferi Benti, Menguistu Haile Mariam i Atnafu Abate) van exposar a 60 delegats (caps tribals) les idees revolucionàries i els projectes pel progrés dels àfars. El pare d'Hanfare, el sultà Ali Mirah (la família del sultà era molt rica i també eren grans latifundistes) s'oposava als repartiments de terra, que li foren presentats en detall el 31 de maig de 1975; el 2 de juny va fugir a Djibouti i el 3 de Juny el seu fill Hanfare va declarar l'establiment del Front d'Alliberament Àfar (la direcció militar del qual fou encomanada al seu germà Ahmad Ali Mirah) i va començar a agitar activament als àfars contra el Derg; els militants van atacar especialment la carretera que portava a Assab.
El 1976 una força militar del Derg dirigida pel general habilitat Habib Mohammed Yayyo (fill del sulta Muhammad ibn Yayyo 1927-1944, deposat per Hailes Selassie, és a dir de la branca rival dels Ali Mirah) va derrotar els àfars a la batalla de Do'orita; els etíops van trobar documents que establien que les forces àfars dels sultà eren conservadores però el grup AKA eren esquerrans revolucionaris, i el Derg no va tardar a negociar amb ells. L'AKA es va reorganitzar com Moviment Nacional d'Alliberament Àfar (ANLM) i es va acordar un programe polític-econòmic (National Democratic Revolution Programme) que incloïa el reconeixement de la nació àfar i el seu dret a l'autodeterminació. L'agost l'ANML es va unir formalment a la revolució sent l'únic grup polític de base ètnica que ho va fer.
El 1979 un oposat a aquesta unió, el xeic Hussein Ahmed Mussa, es va escindir del ANML i es va aliar al ALF, sent anomenat com ALF-Nord (la resta del ALF fou conegut com a ALF-Sud) però més tard (23 de març de 1983 en una conferència al Iemen) va constituir el Front Nacional d'Alliberament Àfar (ANLF). Entre 1979 i 1981 els atacs a territori àfar del Front Popular d'Alliberament de Tigre (TPLF) va fer que joves militants àfars de l'antiga AKA, després ANML, i altres escindits del ALF (que pràcticament estava desaparegut) formessin grups armats anomenats Ugugumo (Revolució) entrenats i finançats pel Derg i que principalment lluitaven contra els tigrinyes i els eritreus. El ANML des de 1983 es va acostar al Front Popular d'Alliberament d'Eritrea i des de 1988 va negociar amb el Front Popular d'Alliberament de Tigre, però la insistència d'aquest en la independència d'Eritrea incloent les zones àfars, i el seu desig d'incorporar a Tigre territoris àfars, va fer la cooperació impossible i l'ANML finalment va restar al camp del Derg.
Després de minuciosos estudis es va establir la Regió Autònoma d'Assab el 1988 (60% de les terres àfars) que molts van veure no com una concessió als àfars sinó com una separació de terres d'Eritrea, que per la seva banda també es va constituir en Regió Autònoma amb la resta de l'antiga colònia exclosos els territoris àfars (la part oriental). Les dues regions foren dissoltes immediatament després de la caiguda del Derg el 1991 i llavors el ALF d'Ali Mirah, que poc abans s'havia aliat al Front Popular d'Alliberament de Tigre (aquest va prendre la iniciativa i va contactar al sultà al seu exili de l'Aràbia Saudita a finals del 1990 o inicis de 1991, buscant un aliat de certa solidesa per la regió d'Afària), es va presentar com el principal defensor de la causa àfar. Al final del 1990 el TPLF havia intentat donar suport a un partit creat aleshores, la Unió Democràtica Àfar (que ha subsistit) però era clar que no tenia implantació i es va descartar.
Hanfare Ali Mirah va participar en la conferència de Londres de 27-28 de maig de 1991 i el seu pare a la Conferència d'Addis Abeba de l'1 al 5 de juliol de 1991. Un fill del sultà, Habib Ali Mirah, fou elegit president del Consell Regional Àfar (embrió de la futura regió). El 1992 el ALF va guanyar les eleccions regionals. Però el Front Popular d'Alliberament de Tigre, una organització comunista proalbanesa, que volia incorporar territoris àfars a Tigre i controlar el país àfar per mitjà d'un aliat fidel, no va tardar a crear conflictes dins l'ALF. El 1994 aquest es va dividir en dues faccions dirigides per Hanfare Ali Mirah i pel seu germà Omar Ali Mirah. Això va permetre l'eclosió a les eleccions del 1995 de l'Organització Popular Democràtica dels Àfars (Afar People's Democratic Organization APDO), que s'havia format (març de 1987) amb unes dotzenes d'àfars que havien lluitat amb el TPLF i havien format la Organizatció Democràtica dels Àfars de Tigre (TADO) que al cap de sis mesos fou rebatejada APDO. El 1994 es va formar el Moviment Nacional Democràtic Àfar/Afar National Democratic Movement (ANDM) inspirat per Ahmed Mohamed Ahaw, fill de la sultana de Bidu.
També l'Ugugumo fou quasi eliminat el 1995 quan el seu cap Muhyadin Miftah fou arrestat a Djibouti (agost de 1995) i entregat a Etiòpia i una bona part dels altres caps van fer un acord amb el govern i es van unir a la APDO, entregant les armes uns 400 soldats. Però encara quedaven tres grups més de l'Ugugumo que van seguir la lluita.
A les eleccions del mateix 1995 l'APDO va obtenir 23 escons de 48 (i 3 escons de 8 al parlament federal) i l'ALF només 12 (però també 3 al parlament federal); els altres 13 escons se'ls van emportar altres partits (6 van ser pel Front Nacional d'Alliberament Àfar/Afar National Liberation Front ANLF i la resta per no àfars). No obstant Hanfare va aconseguir el suport dels partits menors i va ser reelegit per 25 vots a 23. Però el març de 1996, mentre Hanfare era de viatge als Estats Units, fou deposat pel Parlament i el cap de l'APDO, Ismail Ali Siro, proclamar president.
Els partits d'oposició (ANLF, ALF, ANDM i algun menor, que havien pres part a les eleccions del 1995) es van agrupar en una aliança que va agafar el nom d'ANDP (Partit Nacional Democràtic Àfar); Ahmed Mohamed Ahaw aviat va desaparèixer d'escena dins el nou partit, dirigit per Mohammed Yoyyo, i el ANDP va fer aliança amb l'APDO. El ALF d'Hanfare Ali Mirah (esdevingut sultà) va subsistir amb el nom de Partit del Front d'Alliberament Àfar/Afar Liberation Front Party, dirigit pel seu fill. Joves intel·lectuals àfars que es consideraven menyspreats pel ANDP van formar un nou partit, ANMDG (Afar National Movement for Democracy and Good Governance) que buscava l'aliança igualment amb l'APDO però el Front Democràtic Revolucionari Popular Etíop va vetar l'organització d'un altre partit fidel i en va demanar la dissolució i finalment es va arribar a un acord i els líders del ANMDG van ingressar al ANDP a canvi d'alguns llocs a la direcció.
Dels tres grups de la Ugugumo el principal fou el que es va unir a un grup dirigit per Mohamoda Ahmed Gaas (ex cap regional del Partit dels Treballadors d'Etiòpia) i cofundador de l'ARDU a Djibouti i ARDUU a Etiòpia (octubre de 1991) que després va fundar l'ARDUF per la unió de l'Afar Revolutionary Democratic Unity Union (ARDUU), l'Afar Ummatah Demokrasiyyoh Focca/Afar People's Democratic Front (AUDF/APDF) i l'Afar Revolutionary Forces (ARF), el març del 1993); l'ARDUF va combatre el govern però finalment va deposar les armes (1997) i el 1998 es va fer un acord general i (a part del fet que Gaas fou nomenat ministre) quatre partits van acordar unir-se en una sola organització: L'Afar People's Democratic Organization (APDO), l'Afar National Democratic Movement (ANDM), l'Afar National Liberation Front (ANLF) i l'Afar National Revolutionary Democratic Front (ARDUF) però la unitat mai es va concretar i si bé els tres primers segueixen estretament aliats, el ARDUF (i l'antic ARDU) subsisteixen com a partits.
El tercer grup de la Ugugumo era el liderat per Salih Ali Hudale que finalment, el 2005, va formar l'Afar National Revolutionary Democratic Front (ANRDF) i va participar en les eleccions d'aquell mateix any; i un quart grup liderat per Abdilla Mussa que encara segueix la lluita de manera molt limitada. L'aliança APDO/ANDM ha dominat les successives eleccions regionals.

## Presidents del Comité Executiu
- Habib Ali Mirah (ALF) 1992? - 1995
- Hanfareh Ali Mirah (ALF) Setembre 1995 - Mar 1996
- Ismael Ali Siro (APDO/ANDP) Març 1996 - actual